# Werner Blankenburg
Werner Blankenburg (né le 19 juin 1905 à Caputh, mort le 28 novembre 1957 à Stuttgart) est un fonctionnaire nazi sous le Troisième Reich. Il dirige la section IIa à la Chancellerie du Führer à partir de 1938.

## Biographie
Il entre au parti nazi et dans la SA en avril 1929. En janvier 1938 élevé au rang d'Obersturmführer il est nommé Oberreichsleiter de la section IIa dans le département des affaires de l'état et du parti à la Chancellerie du Reich.
Le 1er septembre 1939 Adolf Hitler mandate  Viktor Brack et Karl Brandt pour organiser l'euthanasie de tous les handicapés mentaux du Troisième Reich jugés incurables, des « malades indignes de vivre » selon la formule des responsables nazis. « Le Reichsleiter Bouhler et le docteur en médecine Brandt sont chargés, sous leur responsabilité, d'étendre nominativement les attributions de certains médecins ; ceux-ci pourront accorder une mort miséricordieuse aux malades qui auront été jugés incurables selon une appréciation aussi humaine que possible - Adolf Hitler » . La chancellerie met secrètement en place le programme « d'euthanasie » des enfants, puis l'Aktion T4. L'équipe de direction fut constituée le 9 octobre 1939. Werner Blankenburg en fait partie et devient l'assistant de Viktor Brack.
En avril 1945, Werner  Blankenburg est évacué vers la Bavière. Il prend une fausse identité et s'installe après la guerre à Stuttgart. Il travaille dans une banque à Ludwigsburg puis devient représentant d'une société de textile à Freudenstadt. Il meurt le 28 novembre 1957 à Stuttgart.